# Agrias mediatrix
Agrias mediatrix är en fjärilsart som beskrevs av Peter William Michael 1927. Agrias mediatrix ingår i släktet Agrias och familjen praktfjärilar. Inga underarter finns listade i Catalogue of Life.